# 横野すみれ
横野 すみれ（よこの すみれ、2000年〈平成12年〉12月12日 - ）は、日本のタレント、グラビアアイドル、女優、歌手。大阪府出身。所属事務所はゼロイチファミリア。ソロ歌手としての活動レーベルは#HASHTAG RECORD。
かつてはアイドルグループ「SweetCandy」や「iDOL Street」を経て女性アイドルグループ「NMB48」にて活動していた。

## 略歴

### SweetCandyのメンバーからNMB48のアイドルへ
2014年2月7日、910エンターテイメントのもとでアイドルグループ「SweetCandy」のメンバーとしてデビューする。
2015年7月12日、2週間後に迫ったSweetCandyの解散を前にiDOL Street ストリート生の第8期生が披露された後、14歳当時の同年10月25日に第8.5期生として披露され、そのユニット「OSAKAラピラーズ」のメンバーとなる。
2017年8月10日、「iDOL Street ストリート生 夏の壮行会」にてiDOL Street ストリート生としての活動を終了する。
2018年7月28日、インテックス大阪にて開催された「NMB48 18thシングル個別握手会」において、NMB48の6期研究生として披露される。
2019年7月30日、女性タレント雑誌『月刊ENTAME』同年9月号（徳間書店）にてビキニ姿を含む初ソログラビアを披露する。「新世代グラビアクイーン」と称されたうえ、同号の発売前日に開設した自身のTwitterのフォロワーが3日間で2万人を突破するなど、多大な注目を浴びた結果、同年11月7日発売の青年漫画雑誌『週刊ヤングジャンプ』同年49号（集英社）では表紙と巻頭グラビアを初登場で飾る、12月17日発売の『漫画アクション』2020年1号（双葉社）でも表紙と巻頭グラビアを初登場で飾る、2020年1月30日発売の『月刊ENTAME』同年3月号では巻中グラビアだけでなく特別編集版の表紙も飾るなど、後述の選抜メンバーに至る同年2月までに10回以上もの各種雑誌のグラビア撮影や表紙撮影を経験する。
2019年12月9日、スポーツニッポン新聞社主催の「AKB48グループ新聞アワード2019」にて「ニューグラビアヒロイン賞」を審査員満場一致を経て受賞し、同年12月20日には同社発行の月刊新聞『月刊AKB48グループ新聞』2020年1月号にて賞状と楯を贈呈された旨が掲載される。
2020年1月1日、NMB48劇場にて開催された「NMB48 新春特別公演2020」において、正規メンバーへの昇格と小嶋花梨の率いる小嶋チームBIIへの所属が発表される。同年1月19日、TOKYO DOME CITY HALLにて開催された「NMB48選抜メンバーコンサート〜10年目もライブ至上主義〜」に登壇し、「NMB48の衣装総選挙」の衣裳姿を披露する。3月29日、NMB48の23rdシングル「だってだってだって」の選抜メンバーとなる。
2020年3月31日、総合週刊誌『週刊SPA!』同年4月7日号（扶桑社）の巻中グラビア企画「美女地図」にて、後々のグラビア披露の際にさまざまな表現が見られるようになる美称（詳細は#評価を参照）の1つ「48グループ史上最高BODY」と共に、「初めてのスイートルーム」とのテーマに合わせ、さまざまのセクシーなビキニ姿やランジェリー姿を披露する。
2020年4月1日（3月31日深夜）・9日（8日深夜）・21日（20日深夜）、ミニバラエティ番組『全力坂』（テレビ朝日）に出演する。なお、出演に際しては私服を4パターン用意し、50回ぐらい走ったという。同年7月13日（12日深夜）、ドラマ制作バラエティ番組『第1話 Season2』第1話「恋愛ドラマ『恋がしたいッ』」（朝日放送）に出演し、関西ローカルにして作中作の短編ではあるがテレビドラマへの初主演を果たす。
2020年7月30日、女性ファッション誌『Ray』のムック『Ray 特別編集 IDOL BEAUTY BOOK』（主婦の友社）にて梅山恋和や山本望叶と共にモデルを担当する。同年8月21日、ファッションブランド「PIVOTDOOR」のモデルを上西怜と共に担当する。
2020年8月31日、芸能雑誌『BUBKA』同年10月号（白夜書房）の表紙・巻頭・巻中グラビアを飾る。同誌には研究生当時の2019年10月号の巻中グラビアにて初登場しており、それ以降も多数の漫画雑誌やグラビア雑誌を飾ってきた実績から、かつて『BUBKA』のグラビアにて山本彩や白間美瑠が着用した衣装をオマージュした黒ビキニ姿での登場となった。
2020年9月3日、京セラドーム大阪にてプロ野球「オリックス×福岡ソフトバンク」戦の始球式に登板し、ホーム付近でのワンバウンドを経てキャッチャーのミットに収まる投球を披露する。これは、後の同年9月27日（26日深夜）に放送された関西ローカルの特別番組『かまいたち×NMBのいい記事なってんね〜！』（カンテレ）の企画「プロ野球の始球式！ノーバン投球で記事になれ！」の一環でもあり、球技が苦手での挑戦に際して指導や特訓を仰いだ元プロ野球選手にして解説者の星野伸之には、（番組収録期間における）短時間での成長について「感覚が素晴らしい」と太鼓判を押されている。

### NMB48での活動好調から一転、突然の活動終了
2020年9月4日、NMB48の24枚目シングルに収録されるユニット「難波鉄砲隊其之九」のメンバー7人を決定する投票企画の最終結果発表イベントがNMB48劇場にて開催され、自身は第3位を獲得してトロフィーを授与された後、他のメンバー6人と共に楽曲「初めての星」を歌唱する。同年10月9日、グラビア雑誌『BOMB』同年11月号（ワン・パブリッシング）のNMB48の巻頭大特集においてグラビアのほか裏表紙も飾り、同ユニットについても撮り下ろしと合わせて披露される。10月18日、NMB48劇場にて同ユニットでの劇場公演の初日を迎え、他のメンバー6人と共に楽曲「告白の空砲」を初披露し、今後の抱負を語る。
2020年11月21日、男性向け週刊誌『週刊プレイボーイ』同年49号（集英社）の巻中グラビアを飾る。これは、横野と同じくNMB48所属のグラビアアイドル10人によるグラビアジャック計61ページと渋谷凪咲へのインタビュー9ページで構成された企画の一環であり、自身はグラビアジャックの5番手を担当した。
2020年12月16日、1st写真集『あなたの横の』（ヨシモトブックス/ワニブックス）が発売される。同年12月22日、同写真集の5千部増刷が決定する。なお、同写真集のロケについては、沖縄のビーチやレトロ銭湯、草原などにて行われたほか、水着姿だけでなくランジェリー姿での撮影にも挑戦しており、それに備えてのボディメイクでは、くびれを強化しようと1か月ぐらい前から毎日の筋トレを行い、体重を落とさずに引き締めたという。また、表紙の写真については、通常版もAmazon限定版も自分で選んだという。
2020年12月24日、写真週刊誌『FLASH』（光文社）のグラビアマガジン『FLASHスペシャルグラビアBEST』2021年新年号にて巻中グラビアを飾る。「すーちゃんと一泊二日」と称したイメージのもと、（読者の）より近くに横野を感じさせる表情やポージングを披露したうえ、同年12月28日には19歳最後のグラビアだったことをオフショットと共に自身のTwitterにて明かしたこともあり、称賛や反響を集めた。
2021年2月9日、NMB48の再編後各6グループから代表6名が『FLASH』の表紙をかけて戦う企画「表紙争奪グラビアナンバトル」が開催され、自身はグループA「LeopAje」（レオパージュ）の代表として、「『LeopAje』にちなむレオパード柄の水着や衣装を着てグラビアをしたい」「3年後はシングルのセンターを任せてもらえるようになりたい」との意気込みを明かした結果、同年3月26日には上西と同点で共に第1位を獲得する。このダブル優勝により、上西がバニーガール姿で同誌4月13日号の表紙と巻頭グラビアを飾った後、自身はヒョウ柄ビキニ姿で同誌4月27日号の表紙と巻頭グラビアを飾る。
2021年4月13日、『Ray 特別編集 IDOL BEAUTY BOOK season2』にて泉綾乃や梅山恋和、山本望叶と共にモデルを担当する。同年4月16日、先述の『あなたの横の』のメイキングムービーに加え、特別に用意された水着姿での「スペシャルムービー」も収録した同名のDVD/BD『あなたの横の』が発売される。
2021年5月7日（6日深夜）・5月14日（13日深夜）、テレビドラマ『クロシンリ 彼女が教える禁断の心理術』第2章（第3話・第4話）「イケメンを恋の虜にするブラック心理術」（カンテレ）に女子生徒役として出演し、関西ローカルではあるがテレビドラマ本編への初出演を果たす。
2021年5月23日、NMB48としての活動辞退を運営に申し入れて受理され、その理由を明かさず卒業公演なども行わないまま、活動を終了する。グラビアの新世代エースとしても期待されていた時期での突然の出来事だったことからも、NMB48の公式ブログには横野によるファンへの謝罪コメントが発表されたほか、小嶋のTwitterには横野への感謝メッセージやファンへの謝罪コメントが発表された。

### ゼロイチファミリアにて活動再開、歌手としてもソロデビュー
2022年4月30日、同年5月からゼロイチファミリアに所属することを発表する。これは、前述の活動終了についての行為を「自業自得」と振り返り、自宅に閉じこもっても支えてくれた母に感謝して自分を見つめ直したうえ、同事務所の公式サイトを見ての応募から面接を経て合格を得たものであり、グラビアは大好きな仕事だからこそゼロからやり直そうと、所属後は同事務所の面々の雑誌イベントにて裏方のスタッフとして働きながら、芸能活動を再開する。その後、5月から6月にかけて久々の撮影に勤しむ光景を、自身のSNSにて公開する。
2022年7月23日、ゼロイチファミリアによる初のフォトブック『SUMIRE graph #01』が発売されると共に、芸能活動再開後初の単独イベント『＃すーイベ』がバトゥール東京にて開催され、同書籍の発売記念イベントとの合間にはニュースサイト「ホミニス」によるインタビューにて、再出発やリスタートをテーマやコンセプトとした同書籍の見所のほか、当日の感想などを明かす。
2022年8月26日、青年漫画雑誌『ヤングアニマル』同年9月9日号（白泉社）の表紙と巻頭グラビアを初登場で飾る。初登場で表紙を飾るとは思っていなかったため、知った際には嬉し過ぎて家族にすぐ報告したとの旨を明かしたほか、約1年半ぶりの誌面復帰は正直不安もあったが楽しみにもしていたとの旨や、年内に10社以上の誌面への掲載予定はありがたく嬉しいとの旨を明かす。同年8月29日、『週刊プレイボーイ』同年37号の表紙と巻頭グラビアを飾ったほか、そのアザーカットを収録したデジタル写真集『Welcome Back!〜prologue〜』（集英社）が発売される。9月18日、同デジタル写真集が「グラジャパベストセラー デジタル写真集最新ランキング」にて発売3日間で第1位を獲得したことが発表される。
2022年9月20日、『漫画アクション』同年10月4日号の表紙と巻頭グラビアを飾り、前回登場時の大反響から約2年半ぶりの再登場についての感謝やナイトルーティンの動画についての詳細、今後の目標などを明かす。同年9月30日、『月刊ENTAME』同年11月号の表紙と巻頭グラビアを飾る。その撮影に際して着用した衣裳の1つであるCalvin Klein製のランジェリーは、かねてより着てみたかった憧れのものであり、とても嬉しかったものの着こなせるかが不安だったが、現場ではカメラマンやスタッフに褒めてもらえて安心したという。
2022年10月3日、青年漫画雑誌『週刊ビッグコミックスピリッツ』同年44号（小学館）の表紙と巻頭グラビアを初登場で飾ったほか、グラビアやスイーツへの思い、先述の活動休止中に更新していなかったSNSへ寄せられた多くの応援メッセージが活動再開の決心につながったことを明かす。
2022年12月4日、22歳記念イベント『横野すみれ生誕祭』がバトゥール東京にて開催され、2年ぶりに生のステージ上からファンへ歌声を披露する。同年12月16日、オール水着グラビアマガジン『STRiKE! 8回表』（主婦の友インフォス）の表紙と巻頭グラビアを26ページに渡って初登場で飾ったほか、その後日には各ニュースサイトにてアザーカットやインタビューを公開する。12月22日、『BOMB Love Special 2022-2023 WINTER』の表紙と巻頭グラビアを18ページに渡って飾ったほか、その後日には各ニュースサイトにてアザーカットやインタビューを公開する。
2023年1月15日・16日、東京ドームにて開催された物産展『ふるさと祭り東京 〜日本のまつり・故郷の味〜』にステージMCとして登壇する。同年2月7日、グラビアムック『グラビアザテレビジョン』vol.64 (KADOKAWA) の連載企画「010=（#ゼロイチレイワ）」に初登場し、同誌にてゼロイチファミリアの先輩方を見て自身も登場が実現したことを光栄に思ったとの旨や、同事務所への所属から半年以上が経過して自身もその一員であることを実感したとの旨、女優を目指す女性をテーマとして下北沢にて撮影した際に映画や舞台に憧れたとの旨などを述べる。3月27日、『週刊プレイボーイ』同年15号の表紙・巻頭グラビア・付録DVDを飾ったほか、そのアザーカットを収録したデジタル写真集『海のステージ』（集英社）が発売される。4月6日、イヴレスコンサルティングの化粧品ブランド「OTO&IV」（オトアンドイブ）のアンバサダーに就任する。
2023年4月20日、歌手活動の再開を発表する。それに伴い、「休止中の1年間はもう再開できない、辞めたいなどと思った時期もあったが、SNSを通じて貰った愛のあるメッセージに改めて行動を決意し、ゼロからやり直させてもらえた」との感謝を述べている。同年5月20日、Zepp Shinjukuにて開催されたイベント『HASHTAG NIGHT vol.7 〜Zepp Shinjuku大占拠〜』に登壇し、ソロデビュー曲「ひどいわ」を初披露する。

### ゼロイチファミリア所属の実感、グラビア活動へのさらなる注力
2023年5月30日、『月刊ENTAME』同年7月号増刊『ゼロイチバイト.com ビジュアルブック』（徳間書店）にて、ゼロイチファミリア所属後初の集合表紙を飾る。それについてのインタビューでは、「改めてゼロイチに入れた実感が湧いて嬉しかった」との感想を述べている。
2023年6月13日、『FLASH』同年6月27日号にて表紙と巻頭グラビアを飾ったほか、復帰当初や音楽活動、今後の目標についてをインタビューで明かす。同年6月19日、各メディアにて同号の水着姿のアザーカットを公開する。また、自身のInstagramにて同姿のオフショットを公開する一方、Twitterにて入浴姿のセクシーオフショットを公開する。さらに、前日（6月18日）に大阪梅田にて開催された「OTO&IV」のイベント『横野すみれのカフェ会』を皆に喜んでもらえたことを明かす。
2023年6月23日（22日深夜）、バラエティ番組『ゼロイチファミリアは褒められたい』（毎日放送）に初出演し、NMB48所属当時の2021年4月7日（6日深夜）・4月14日（13日深夜）に放送された『これ余談なんですけど・・・』（朝日放送）以来となる地上波バラエティ番組への再出演を果たす。
2023年7月6日、男性向けファッション雑誌『Fine』（日之出出版）とゼロイチファミリアのコラボムック『SUNNY GIRL × ゼロイチファミリア』に、桃月なしこ、水湊みお、川瀬もえ、霜月めあと共に掲載される。それについてのインタビューでは、掲載メンバーに選んでもらえた嬉しさやグラビア撮影中のさまざまなエピソードのほか、同年7月22日にSpotify O-Crestにて加藤結との初ツーマンライブを開催することを明かす。
2023年9月1日、青年漫画雑誌『ヤングガンガン』同年18号（スクウェア・エニックス）にて同誌に連載中の漫画『妻は僕を太らせたい!』（原作：栗栖ひよ子、作画：すずの志侑）とのコラボレーションとして、同作品のヒロインである大屋柚子に扮した姿で表紙と巻頭グラビアへの初登場を果たす。なお、同年9月6日に誌面未公開カットをニュースサイト「ORICON NEWS」にて公開した際には、撮影現場を訪れていたすずのに柚子っぽいポージングを考えてもらえたり撮影中によく褒めてもらえたりしたことを、インタビューに答えている。
2023年9月27日、オール水着グラビアムック『DOLCE』Vol.8（白夜書房）の表紙を、チューブトップの胸元に大量の蜂蜜を垂らした姿で飾る。また、巻頭グラビアでは純白エプロン姿やパンケーキの粉まみれになった白ランジェリー姿、ワンピース水着姿も披露している。なお、同年9月28日にアザーカットを各ニュースサイトにて公開した際には、撮影中は甘い菓子の香りに包まれていたうえにつまみ食いできて幸せだったほか、今までの撮影では経験したことがないようなシチュエーションだったので反応が楽しみとの旨を、インタビューに答えている。
2023年11月30日、『グラビアザテレビジョン』vol.69の裏表紙と巻中グラビアを飾る。同年12月22日、同号のアザーカットを各ニュースサイトにて公開し、ロケはタイにて9月に行ったとの旨、最近はピラティスを用いてのストレッチで姿勢を改善しているとの旨、12月3日に生誕祭、23歳を迎えた誕生日当日の12月12日にオンライントーク会をそれぞれ開催したとの旨を明かす。
2023年12月26日、『週刊SPA!』2024年1月2日・9日合併号の「美女地図」をニット地のビキニ姿で飾り、同企画では3年ぶりにして今年最後のグラビアでもある同号の撮影中のエピソードなどを明かしたほか、そのオフショットを自身のX（旧：Twitter）にて公開する。2023年12月31日、テーマパークを意識した「2024のゼロイチファミリアイメージビジュアル」の公開に際して2024年への目標や抱負などを明かしたほか、オーディションの落選などが続いたことを理由として今年の漢字に「悔」（くやしい）を挙げる。
2024年2月15日、同年4月26日から5月2日までシアター1010にて上演される舞台『ワインガールズ』（脚本・演出：菅野臣太朗）に百瀬結生子役として出演することが発表される。同年3月10日、東京ドームシティにて開催された物産展『ご当地ふるさとウィークエンド！byふるさと祭り東京』にステージMCとして登壇する。
2024年3月26日、『週刊SPA!』同年4月2日号の表紙と「美女地図」をリボン結び風のビキニ姿や昭和アイドル風の衣装姿などで飾る。なお、同誌の表紙を飾るのは今回が初であり、「男をダメにする極上BODY」との美称が添えられている。同年3月28日、同号のアザーカットを各ニュースサイトにて公開し、前回の登場時に驚くほどの反響をもらったことや今回は「レトロ」をテーマとして撮影したことのほか、前回の撮影時に松田聖子を好むことを話した結果、今回は同誌の編集部が（彼女の楽曲に倣って）赤いスイートピーの花を用意してくれて感激したとの旨などを明かす。

### コスメコンシェルジュの取得、悪女役への意欲
2024年4月1日、3年半ぶりにして初の台湾ロケによる2nd写真集『No One』（集英社）を同年6月12日に発売することが発表される。同年5月12日、日本化粧品検定特級「コスメコンシェルジュ」を取得したことを、左肩を露出させた黒ドレス姿で合格証を手にする写真と共に自身のSNSにて報告する。5月13日、『週刊プレイボーイ』同年22号の表紙・巻頭グラビア・付録DVDを同写真集のアザーカットで飾る。なお、アザーカットについては5月19日にもさらなる分が各ニュースサイトにて公開されたほか、同写真集のロケについては2月中旬に台南にて天気に恵まれた気温34℃くらいの環境で行われており、同写真集以外では見られないという素の表情も見せたそれに備えてのボディメイクでは、よく褒められる尻（#評価も参照）を綺麗に見せようと重点的に（ピラティスで）鍛えたが、痩せるとバストサイズも落ちてしまうため、食事にも気を使ったという。
2024年6月12日、『No One』が発売されると共に、「週プレ グラジャパ！」内に横野の特集ページが開設される。同年6月16日、同写真集の発売記念イベントがブックファースト新宿店にて開催され、撮影当時よりも25センチメートル短くした髪型で登壇し、ピラティスによるボディメイクへのこだわりや100点満点中150点との自己採点を述べたほか、「No One」は「誰も成し遂げたことのないことを成し遂げる」を意味しているうえ、台湾の「わん」にかかっているとの旨を明かす。
2024年7月5日、同年11月13日から11月17日までMixalive TOKYO Theater Mixaにて上演される舞台『ぐらんぶる』（脚本・演出：村井雄）に古手川奈々華役として出演することが発表される。同年9月24日、『BOMB Love Special 2024 #2』の表紙と巻頭グラビアを20ページに渡って飾ったほか、その後日には各ニュースサイトにてアザーカットやインタビューを公開する。
2024年10月1日、同年10月20日から放送開始予定のテレビドラマ『バツコイ』（BSテレ東）に鮫島あいか役として出演することが発表される。同年10月4日、自身のSNSでもその旨と共に初の連ドラレギュラー出演への喜びを明かす。
2024年12月14日、24歳記念イベント『横野すみれ生誕祭2024』が六本木のGT LIVE TOKYOにて開催され、新作フォトブック『SWEET LITTLE DEVIL #I』などのグッズが発売される。同年12月27日、インターネット配信ドラマ『セイサイのシナリオ』 (BUMP) に才川桜役として出演する。同作品についての、ニュースサイト「WEBザテレビジョン」によるインタビューでは、「縦型ショートドラマやキスシーンは今回が初挑戦」との旨や「『横野すみれといえば悪女』の印象を残せたら」との旨を明かす。
2025年1月5日、ニュースサイト「MANTANWEB」によるインタビューにて、昨年の充実さを振り返ったうえで漢字一文字に「演」を挙げ、「いつか主演をやりたい」との旨を明かす。
2025年2月2日、池上本門寺にて開催された節分追儺式に桃月と共に登壇し、豆まきに参加する。同年2月7日、写真週刊誌『FRIDAY』同年2月21日・28日合併号（講談社）の表紙と巻頭グラビアを初登場で10ページに渡って飾ったほか、そのアザーカットを収録したデジタル写真集『悪魔的に小悪魔ッ！』（同社）が発売される。
2025年3月4日、『FLASH』同年3月18日号にて表紙と巻頭グラビアを「悪女」をテーマにしたグラビアで飾り、水着姿やランジェリー姿を披露したほか、それまで披露していなかったガーターベルト姿を解禁する。同年4月1日、同誌4月15日号にて巻中グラビアを同様のグラビアかつ同日に発売されたデジタル写真集『どこ見てるの？』（光文社）のアザーカットで飾る。
2025年6月16日、『週刊プレイボーイ』同年26号の巻中グラビアを同日に発売されたデジタル写真集『続・No One』（集英社）からの白いランジェリー姿で飾る。同年6月30日、『BUBKA』同年8月号のセブンネットショッピング限定版の表紙と巻中グラビアを約5年ぶりに飾る。7月2日、同号の撮影前に意識していた体型管理法を鏡越しの水着姿と共に自身のInstagramにて明かし、そのストイックさに反響が集まる。

## 人物
- 少女時代は菓子作り好きが高じ、ケーキ屋になりたいとの夢を持っていた[注 35]。中学時代はずっと吹奏楽部だったのに対して高校時代は部活に入っていなかった[220]が、足は学年の女子で最も速かった[注 36]という[222]。
- 愛称は、iDOL Street所属当時からNMB48所属当時を経てゼロイチファミリア所属後も「すーちゃん」[1][2][3]。
- 特技は、足の速さ（50メートルを7.3秒）、クラシックバレエ、クラリネット[4]。また、遠くから人をすぐ見つけることも挙げており、相手より絶対先に気付ける自信があるという[222]。そのほか、ダイビングはスキューバーとシュノーケリングの両方を石垣島近海にて楽しみ、ウミガメと一緒に写真を撮ったこともあるという[223]。
- 資格は、コスメコンシェルジュ[183][184][185]の取得に先駆け、メイクや美容が好き過ぎるあまり高校時代に日本化粧品検定2級を取得した[132]後、2023年12月25日に1級を取得していた[224][225]。
- 好物は、「店舗を見つけたらフラッと入ってしまうほど好き」との理由で豚カツを挙げている[222]ほか、抹茶およびそれが入ったスイーツ（抹茶プリンや抹茶氷など）を挙げている[226]。豚カツについては、『No One』の撮影中は食事にも気を使っていたために我慢していたが、終了直後には一番好きな店舗へ急行し、20分くらい並んで食べたという[186]。抹茶については、大阪へ帰省した際に京都の祇園にも訪れてスイーツを購入するほどであり、東京では買えないのでオンラインショップで取り寄せているという[226]。
- 憧れの人は白間美瑠[20][67][注 37]、小松菜奈[221][227]。
  - 白間については、アイドル時代の先輩でもあり、NMB48所属当時は会うたびにグラビアを褒められることが凄く嬉しかった[注 38]が、時にはスキンシップ（#評価も参照）が行き過ぎて身体を触られることがあったという[6][注 39]。一方、『週刊プレイボーイ』2020年49号のグラビアを共に飾った際[65]には、NMB48に加入する前から白間のグラビアを見て憧れており、それゆえにメンバー内で一番好きであるほか、自身へのキスを望む白間のことを嫌がらないほどの熱愛ぶりを明かしている[228][注 40]。
  - 小松については、「ずっと大好き」と称して名を挙げており、「同じようになれるとは思っておらず、唯一無二の雰囲気を私も出せるようになりたい」との憧れを述べている[221][227]。
- 同い年にして同じく研究生だった原かれんのことは、仕事がない日でも食事を共にするなど凄く仲が良い大きな存在として挙げており、後述の劇場公演の際にも先に出てから横野の練習に付き合う、コロナ禍による自粛期間中に横野が絶望して泣きながら電話した際にも明るく応じるなど、支えてくれたという[229]。なお、ステージ上では原と共に「よこっぱら」とのコンビ名を付けられている[230]。
- NMB48に志望した動機は、元々AKB48もNMB48も好きだったところに後者のオーディションを聞きつけ、「第二の自分を探している」との旨を話している山本彩の姿を見たことにある[20]。当時は進路を考えなければならない高校3年時の夏であり、「落ちたら大学へ進もう、多分進学になるだろうな」と思っていたため、受かって驚いたという[20]。また、元々ダンスが凄く苦手だったことから劇場公演の際にも覚えるのに苦労していたうえ、作り笑顔も苦手だったことから酷く怒られて泣いていた際には、渋谷凪咲が「誰でも通る道だから大丈夫」と励ましてくれたという[20]。
- アイドル当時は言われたことをこなすのに精一杯だったが、ゼロイチファミリア所属後は自発的に行動を起こす機会が格段に増え、美容や料理といった趣味についてを配信するなど、SNSの更新をマイペースかつこまめに行うようになったという[231]。

## 楽曲

### NMB48所属当時の参加曲
特記のないものはすべて「NMB48」のみの名義。
シングル選抜曲
- 「僕だって泣いちゃうよ」に収録
  - 夢は逃げない - 「研究生」名義

- 「床の間正座娘」に収録
  - 2番目のドア

- だってだってだって
  - Be happy - 「Team BII」名義

- 恋なんかNo thank you!
  - アイラブ豚まん
  - 青春念仏 - 「Team BII」名義
  - 告白の空砲 - 「難波鉄砲隊其之九」名義

劇場公演ユニット曲
研究生「夢は逃げない」公演
- ピーク
- 君のC/W

チームM 3rd Stage「誰かのために」公演
- 投げキッスで撃ち落せ!

チームBII 5th Stage「2番目のドア」公演
- 初恋よ こんにちは
- 完璧ぐ〜のね

難波鉄砲隊其之九「告白の空砲」公演
- MARIA

### ゼロイチファミリア所属後のソロ曲
- ひどいわ（bigup13666940、2023年9月6日[232]） - 振り付けはNMB48での先輩だった日下このみ[233]、作詞・作曲はA2T[234]がそれぞれ担当。

## 出演

### DVD
- あなたの横の（2021年4月16日、吉本興業）[80]

### テレビドラマ
- バツコイ 第4話・第5話・第10話・最終話（2024年11月10日・17日・12月22日・2025年1月5日、BSテレ東） - 鮫島あいか 役[201]

### 映画
- 聖☆おにいさん THE MOVIE〜ホーリーメンVS悪魔軍団〜（2024年12月20日、東宝） - 天女 役[235]

### 舞台
- 明日の卒業生たち（2023年4月8日 - 16日、img） - 和田亜希子 役[236][237]
- ワインガールズ[注 41]（2024年4月26日 - 5月2日、シアター1010） - 百瀬結生子 役[171][168][169][170]
- ぐらんぶる（2024年11月13日 - 17日、Mixalive TOKYO Theater Mixa） - 古手川奈々華 役[196][238]
- 誰ソ彼ホテル（2025年4月24日 - 5月4日、飛行船シアター） - 金子このみ 役[239]
- クローバーに愛をこめて（2025年7月4日 - 6日、浅草九劇）[240]

### インターネット配信
- ボートレース（2023年4月23日[注 42]、5月28日[注 43]、6月25日[注 44]、BOAT RACE振興会）
- 転生勇者は日替わりスキルで無双する（2023年6月23日、Amazon Prime Video） - マリカ 役[244][245]
- 【推しの子】 第2話・第8話（2024年11月28日・12月5日、Amazon Prime Video） - グラビアアイドル 役[246]
- セイサイのシナリオ（2024年12月27日 - 、BUMP） - 才川桜 役[205]
- ハイスペ弁護士との同居生活は最低で最高です。（2025年4月2日 - 、BUMP） - 森ミユキ 役[247]
- こないでコウノトリ（2025年5月19日 - 、POPCORN） - 野川彩子 役[248]

## 書籍

### 写真集
- あなたの横の（2020年12月16日、ワニブックス［ヨシモトブックス］、撮影：Takeo Dec.）[67][68][69]
  - ISBN 978-4847083235（通常版）
  - ISBN 978-4847083242（Amazon限定版）
- No One（2024年6月12日、集英社、撮影：三瓶康友）ISBN 978-4087901603[182] ※電子書籍版も同時発売[249]。

### フォトブック
- SUMIRE graph #01（2022年7月23日、ゼロイチファミリア）[99]
- SUMIRE graph #02（2022年10月27日、ゼロイチファミリア）[250]
- SUMIRE graph #03（2023年1月16日、ゼロイチファミリア）[251]
- SUMIRE graph #04（2023年3月1日、ゼロイチファミリア）[252]
- SUMIRE graph #05（2023年6月15日、ゼロイチファミリア）[253]
- SUMIRE graph #06（2023年12月3日、ゼロイチファミリア）[254][注 45]
- SUMIRE graph #07（2024年2月24日、ゼロイチファミリア）[259][260]
- SWEET LITTLE DEVIL #I（2024年12月14日、ゼロイチファミリア）[204][261]
- SWEET LITTLE DEVIL #II（2025年3月9日、ゼロイチファミリア）[262]

### デジタル写真集
- Welcome Back!〜prologue〜（2022年8月29日、集英社［週プレ PHOTO BOOK］、撮影：熊谷貫）[263]
- Restart（2022年10月3日、小学館［スピ/サン グラビアフォトブック］、撮影：中村和孝）[264]
- 海のステージ（2023年3月27日、集英社［週プレ PHOTO BOOK］、撮影：熊谷貫）[265]
- ふわふわもっちり（2024年3月22日、扶桑社［SPA!デジタル写真集］、撮影：時永大吾）[266]
- 悪魔的に小悪魔ッ！（2025年2月7日、講談社［FRIDAYデジタル写真集］、撮影：倉本侑磨）[210]
- どこ見てるの？（2025年4月1日、光文社［FLASHデジタル写真集］、撮影：西條彰仁）[213]
- 続・No One（2025年6月16日、集英社［週プレ PHOTO BOOK］、撮影：三瓶康友）[267] ※『No One』の未公開アザーカットを収録。

## 評価
- グラビアアイドルとしての活動が報じられる際の美称には、NMB48所属当時は前述の「48グループ史上最高BODY」[40][71][注 46]のほか、「48グループ史上最強BODY」[270][271][注 47]や「48史上最高BODY」[41][52][注 48]、「48史上最強BODY」[274][275][注 49]、ゼロイチファミリア所属後は「アイドル史上最強BODY」[277][278][注 50]や「アイドル史上最高峰BODY」[280][注 51]、「令和最高峰のカーヴィーボディ」[209][281]などが見られる。また、元グラビアアイドルにして同事務所の先輩である川崎あやには、「こんなに可愛くてスタイル良い子が水着になってくれるなんて」との旨で絶賛されている[21][67][66]。そういった高評価に際し、横野も「無名だった私に活躍の場を与えてくれたのがグラビアなので、ずっと大事にしたい」との抱負を述べている[278]。
- NMB48での先輩でもある白間美瑠には、「NMB48選抜メンバーコンサートのリハーサル期間中に入った焼肉店にて、細い身体で中サイズのご飯を食べてるだけでも可愛い」[37]、「メンバー内で一番好きなタイプの容姿も言動も含めたすべてがストライクであり、見たり話したりする際には男性になって付き合いたい（甘えてくることからも甘やかして彼女にしたい）」[220][228]との旨で絶賛されている。
- HKT48所属当時の田中美久には2020年9月時点で激賞されている[282]ほか、NMB48の6期生へ昇格して久しい原かれんには2020年12月時点で焦る刺激を受ける存在として挙げられている[283]。
- ゼロイチファミリアにて同僚となった新谷姫加、天羽希純、姫野ひなのには、尻を絶賛されている[284]。特に天羽には、「プリっとしていて女性が憧れる形で綺麗」との旨も述べられている[285]。尻への絶賛はメディアによるものも散見されており、『週刊プレイボーイ』では2024年5月までの計3回とも表紙に（横野の尻へ読者の視線が集中する）振り向きカットが採用された[108][129][186]ことから、横野自身も尻を推されていることを自覚するに至った[189][190]後、『No One』の発売記念イベントでも尻を強調したランジェリー姿で振り向きながらピースサインを収めたカットを、「お気に入り」として挙げている[191][192][注 52]。
- 『週刊SPA!』の巻中グラビア企画「美女地図」では、お笑いタレントの山内健司（かまいたち）に「スクープされても突撃したいイイ女」[39]、コラムニストの真実一郎[注 53]に「圧巻の桃尻は人類の希望」[161]、ラッパーの呂布カルマに「男をダメにする表情が武器」[175]との旨でそれぞれ絶賛されている。